# Obake
Obake (お化け (御化け) (Ngự Hoá)) và bakemono (化け物 (Hoá Vật)) là một lớp các yōkai, những sinh vật phi thường (preternatural) trong văn hóa dân gian Nhật Bản. Theo nghĩa thực, các thuật ngữ có nghĩa là một điều thay đổi, đề cập đến một trạng thái biến đổi hoặc biến đổi.
Những từ này thường được dịch là "ma", nhưng chủ yếu chúng đề cập đến những sinh vật sống hoặc những sinh vật siêu nhiên đã thực hiện một sự biến đổi tạm thời, và những bakemono này khác với tâm hồn của người chết. Tuy nhiên, như một cách sử dụng thứ cấp, thuật ngữ obake có thể là từ đồng nghĩa với yūrei, hồn ma của một người đã chết.
Hình dạng thật của bakemono có thể là một con vật như cáo (kitsune), lửng chó (bake-danuki), lửng (mujina), mèo biến hình (bakeneko), tâm hồn của một loài thực vật như kodama, hoặc một vật vô tri vô giác có thể có linh hồn trong Thần đạo và các truyền thống thuyết vật linh khác. Obake có nguồn gốc từ các đối tượng gia đình thường được gọi là tsukumogami (là những công cụ có được kami hoặc tinh thần).
Một bakemono thường cải trang thành người hoặc xuất hiện dưới hình thức kỳ lạ hoặc đáng sợ như hitotsume-kozō, ōnyūdō hoặc noppera-bō. Trong cách sử dụng phổ biến, bất kỳ sự xuất hiện kỳ quái nào cũng có thể được gọi là bakemono hoặc một sự phản đối cho dù nó có được tin là có một hình thức nào khác, làm cho các thuật ngữ gần như đồng nghĩa với yōkai.